# 坦塔洛斯

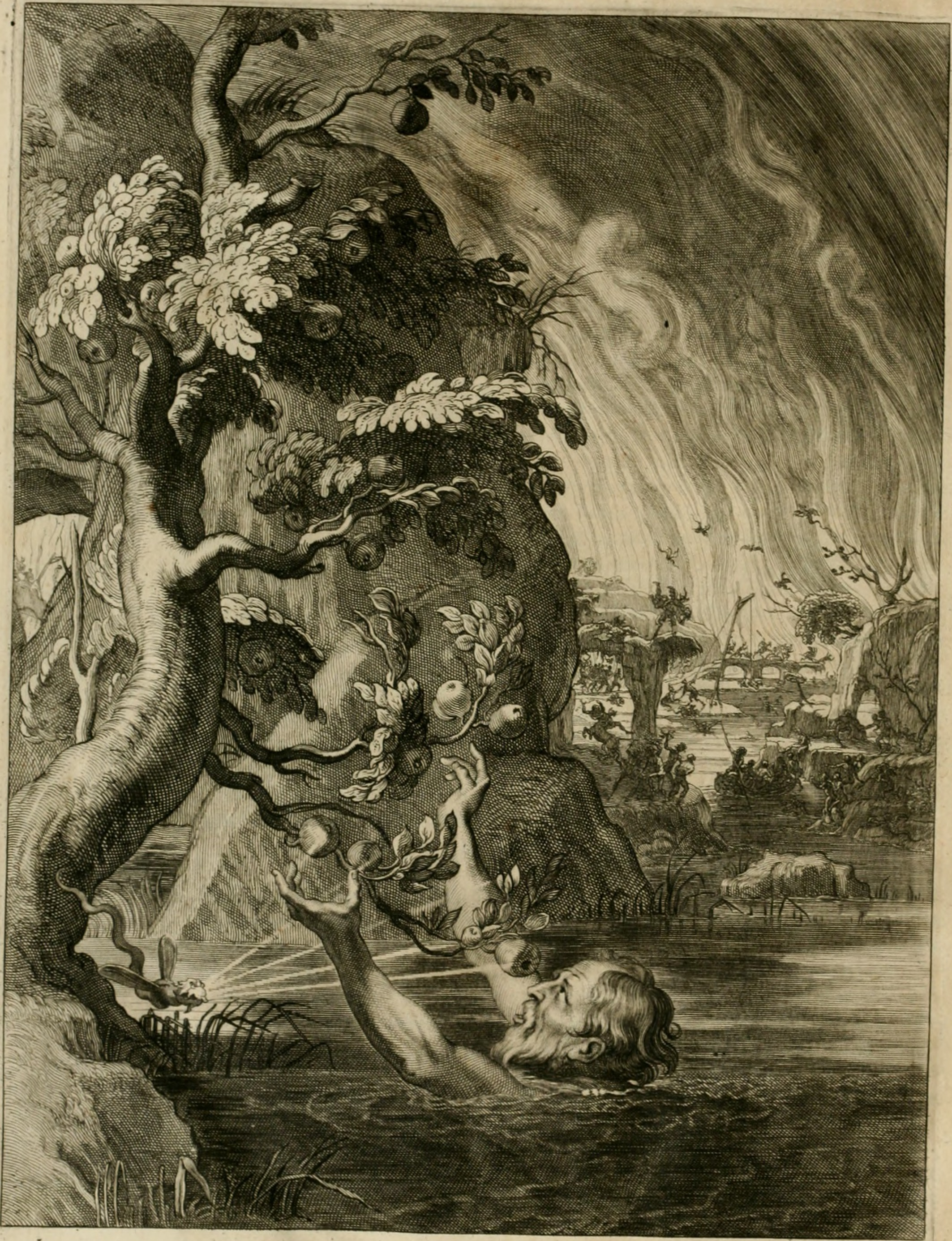
坦達羅斯

坦塔洛斯（Tántalos）是希臘神話中的人物，為宙斯之子。坦塔洛斯藐視眾神的權威，為了測試眾神是否真的知曉萬物的真相，將自己的兒子珀羅普斯切成肉塊、下鍋烹煮，獻祭給眾神食用。眾神立刻發覺了坦塔洛斯的意圖而不碰祭品，只有豐收女神得墨忒耳因為失去女兒泊瑟芬神情恍惚地吃了珀羅普斯的一塊肩膀。
作為懲罰，坦塔洛斯被送進地獄塔耳塔羅斯，站在一棵果樹下的水池中：每當坦塔洛斯想伸手摘取果子吃，果樹的樹枝就往上縮回；每當他想低頭飲用水池的水，水位就往下降低。在史詩《奧德賽》中，英雄奧德修斯遊歷到了冥界時也目睹了這幅可悲的景象。